# Hansruedi Spannagel
Hansruedi Spannagel (* 24. Januar 1944 in Döttingen) ist ein ehemaliger Schweizer Radrennfahrer und nationaler Meister im Radsport.

## Sportliche Laufbahn
1969 wurde er Schweizer Meister im Steherrennen der Amateure vor Jörg Peter. 1971 wurde er Vize-Meister hinter John Hugentobler.
Spannagel bestritt auch Strassenradsport. 1971 fuhr Spannagel die Internationale Friedensfahrt und schied in dem Etappenrennen aus. Mit der Nationalmannschaft fuhr er auch das Milk Race in jener Saison.